# Indigofera costaricensis
Indigofera costaricensis är en ärtväxtart som beskrevs av George Bentham. Indigofera costaricensis ingår i släktet indigosläktet, och familjen ärtväxter. Inga underarter finns listade i Catalogue of Life.